# Episodi di Young Sheldon (sesta stagione)
La sesta stagione della sitcom Young Sheldon è stata trasmessa in prima visione assoluta negli Stati Uniti d'America da CBS dal 29 settembre 2022 al 18 maggio 2023.
Da questa stagione, Emily Osment, quando è presente, viene accreditata come parte del cast principale e non nei titoli di coda.
In Italia la stagione è stata pubblicata dal 2 giugno all'11 agosto 2023 su Infinity+.
| n° | Titolo originale                                             | Titolo italiano                                                                | Prima TV USA      | Prima TV Italia |
| -- | ------------------------------------------------------------ | ------------------------------------------------------------------------------ | ----------------- | --------------- |
| 1  | Four Hundred Cartons of Undeclared Cigarettes and a Niblingo | Quattrocento stecche di sigarette non dichiarate e una nognata                 | 29 settembre 2022 | 2 giugno 2023   |
| 2  | Future Worf and the Margarita of the South Pacific           | Worf futuro e il margarita del sud pacifico                                    | 6 ottobre 2022    | 2 giugno 2023   |
| 3  | Passion's Harvest and a Sheldocracy                          | Una passione improvvisa e la sheldocrazia                                      | 13 ottobre 2022   | 9 giugno 2023   |
| 4  | Blonde Ambition and the Concept of Zero                      | L'ambizione bionda e il concetto zero                                          | 20 ottobre 2022   | 9 giugno 2023   |
| 5  | A Resident Advisor and the Riviera of the South              | Un sorvegliante e la parola losca                                              | 27 ottobre 2022   | 16 giugno 2023  |
| 6  | An Ugly Car, an Affair and Some Kickass Football             | Una macchina brutta, un tradimento e dell'ottimo football                      | 3 novembre 2022   | 16 giugno 2023  |
| 7  | A Tougher Nut and a Note on File                             | Un osso più duro e un appunto sul fascicolo                                    | 10 novembre 2022  | 23 giugno 2023  |
| 8  | Legalese and a Whole Hoo-Ha                                  | Legalese e un intero hoo-ha                                                    | 8 dicembre 2022   | 23 giugno 2023  |
| 9  | College Dropouts and the Medford Miracle                     | Studenti che lasciano il college e il miracolo di Medford                      | 5 gennaio 2023    | 30 giugno 2023  |
| 10 | Pancake Sunday and Textbook Flirting                         | I pancake della domenica e un flirt da manuale                                 | 12 gennaio 2023   | 30 giugno 2023  |
| 11 | Ruthless, Toothless, and a Week of Bed Rest                  | Spietato, sdentato e una settimana di riposo a letto                           | 2 febbraio 2023   | 7 luglio 2023   |
| 12 | A Baby Shower and a Testosterone-Rich Banter                 | Un baby shower e una chiacchierata ad alto livello di testosterone             | 9 febbraio 2023   | 7 luglio 2023   |
| 13 | A Frat Party, a Sleepover and the Mother of All Blisters     | La festa della confraternita, un pigiama party e la madre di tutte le vesciche | 16 febbraio 2023  | 14 luglio 2023  |
| 14 | A Launch Party and a Whole Human Being                       | Una festa di lancio e un essere umano completo                                 | 2 marzo 2023      | 14 luglio 2023  |
| 15 | Teen Angst and a Smart-Boy Walk of Shame                     | Crisi adolescenziale e l'imbarazzo di un ragazzo geniale                       | 9 marzo 2023      | 21 luglio 2023  |
| 16 | A Stolen Truck and Going on the Lam                          | Un'auto rubata e darsi alla macchia                                            | 30 marzo 2023     | 21 luglio 2023  |
| 17 | A German Folk Song and an Actual Adult                       | Una canzone folk tedesca e un vero adulto                                      | 13 aprile 2023    | 28 luglio 2023  |
| 18 | Little Green Men and a Fella's Marriage Proposal             | Omini verdi e una proposta di matrimonio                                       | 27 aprile 2023    | 28 luglio 2023  |
| 19 | A New Weather Girl and a Stay-at-Home Coddler                | Una nuova ragazza del meteo e una viziatrice di professione                    | 4 maggio 2023     | 4 agosto 2023   |
| 20 | German for Beginners and a Crazy Old Man with a Bat          | Tedesco per principianti e un vecchio pazzo con una mazza                      | 11 maggio 2023    | 4 agosto 2023   |
| 21 | A Romantic Getaway and a Germanic Meat-Based Diet            | Una fuga romantica e una dieta tedesca a base di carne                         | 18 maggio 2023    | 11 agosto 2023  |
| 22 | A Tornado, a 10-Hour Flight and a Darn Fine Ring             | Un tornado, un volo di dieci ore e un maledettamente incantevole anello        | 18 maggio 2023    | 11 agosto 2023  |

## Quattrocento stecche di sigarette non dichiarate e una nognata
- Titolo originale: Four Hundred Cartons of Undeclared Cigarettes and a Niblingo
- Diretto da: Alex Reid
- Scritto da: Chuck Lorre, Nick Bakay e Jeremy Howe (soggetto), Steven Molaro, Steve Holland e Connor Kilpatrick (sceneggiatura)

### Trama
George e Dale si recano in Messico per pagare la multa e tirare fuori di prigione Georgie e Connie che sono stati arrestati per contrabbando di sigarette. Nel frattempo i gemelli vedono Mandy davanti casa della nonna e Missy le racconta tutti i problemi che sta avendo la famiglia. Nei giorni successivi, nonostante tutto, Mary decide di recarsi in Chiesa, ma l'atteggiamento della comunità la fa andar via, facendo vacillare la sua fede.
- Guest star: Craig T. Nelson (allenatore Dale Ballard), Rocky McMurray (giudice Landry), Emanuel Loarca (agente Leon)

## Worf futuro e il margarita del sud pacifico
- Titolo originale: Future Worf and the Margarita of the South Pacific
- Diretto da: Beth McCarthy-Miller
- Scritto da: Steve Holland, Nick Bakay e Yael Glouberman (soggetto), Steven Molaro, Eric Kaplan e Nadiya Chettiar (sceneggiatura)

### Trama
Mary, ancora alle prese con la sua crisi di fede, alla sala da bowling dove lavora vede il Pastore Rob insieme ad una ragazza a cui da giovane faceva da babysitter e scoppia in una crisi di pianto; Brenda allora la invita a bere insieme e capisce che la donna ha una cotta per l'uomo. Nel frattempo, visto che la famiglia è in crisi economica, i gemelli cercano un modo per portare a casa dei soldi, così Missy si fa assumere al negozio di fumetti come commessa mentre Sheldon prima prova a scrivere una sceneggiatura per un episodio di Star Trek, poi si inventa una valuta elettronica.
- Guest star: Ed Begley Jr. (Dr. Linkletter), Melissa Peterman (Brenda Sparks), Dan Byrd (Pastore Rob), Francesca Xuereb (Shannon), Jason Rogel (Nigel)

## Una passione improvvisa e la sheldocrazia
- Titolo originale: Passion's Harvest and a Sheldocracy
- Diretto da: Jeremy Howe
- Scritto da: Chuck Lorre, Steven Molaro e Connor Kilpatrick (soggetto), Steve Holland, Nick Bakay e Marie Cheng (sceneggiatura)

### Trama
Il professor Sturgis dà alla classe un compito sull'etica, mandando in crisi Sheldon che non sopporta questioni non prettamente scientifiche; dopo aver chiesto inutilmente aiuto al padre e alla sorella, arriva alla conclusione che il tema è chi decide cosa sia etico o meno e propone di creare una Sheldocrazia così che possa decidere lui. Nel frattempo Mandy si ritrova senza casa e riceve ospitalità da Georgie, che però capisce che il garage non sia il posto migliore, così la ragazza si trasferisce nella stanza degli ospiti di Connie. Intanto Mary, dopo aver letto un libro erotico della madre, ne inizia a scrivere uno lei stessa.
- Guest star: Craig T. Nelson (allenatore Dale Ballard), Wallace Shawn (Dr. Sturgis), Michael Trucco (Dusty), Brent Jennings (Henry)

## L'ambizione bionda e il concetto di zero
- Titolo originale: Blonde Ambition and the Concept of Zero
- Diretto da: Shiri Appleby
- Scritto da: Steve Holland, Eric Kaplan e Nadiya Chettiar (soggetto), Steven Molaro, Jeremy Howe e Connor Kilpatrick (sceneggiatura)

### Trama
George chiede a Sheldon di aiutare Billy con la matematica e, nel farlo, arriva alla conclusione che lo zero non esiste, minando tutte le sue certezze sulla matematica, anche dopo averne parlato col professor Sturgis e col professor Linkletter che giungono alla sua stessa conclusione. Nel frattempo Missy ha problemi coi ragazzi e, dopo aver snobbato la madre, fa lo stesso anche con la nonna che le ha dato un consiglio sbagliato, seguendo invece le indicazioni di Mandy, fino a che la ragazzina, per assomigliarle, non si tinge da sola i capelli di biondo, facendo però un disastro.
- Guest star: Ed Begley Jr. (Dr. Linkletter), Melissa Peterman (Brenda Sparks), Wallace Shawn (Dr. Sturgis)

## Un sorvegliante e la parola losca
- Titolo originale: A Resident Advisor and the Riviera of the South
- Diretto da: Alex Reid
- Scritto da: Chuck Lorre, Steve Holland e Nick Bakay (soggetto), Steven Molaro, Jeremy Howe e Yael Glouberman (sceneggiatura)

### Trama
Sheldon, per arrivare in orario ad una lezione delle 8 di mattina, rimane a dormire al college, ma non ci riesce perché gli altri studenti fanno rumore; dopo aver insistito con la rettrice, riceve la nomina di supervisore del dormitorio, ma con scarsa fortuna. Nel frattempo Connie propone a Dale di entrare in società con lei per allargare il casinò illegale che ha e, per farlo, lo convince ad accompagnarla a prendere delle macchinette da poker, facendogli vivere un'avventura pericolosa ma eccitante.
- Guest star: Craig T. Nelson (allenatore Dale Ballard), Wendie Malick (rettrice Hagemeyer), Todd Giebenhain (Dennis), Matthew Josten (Bobby), Reese Gonzales (Tommy)

## Una macchina brutta, un tradimento e dell'ottimo football
- Titolo originale: An Ugly Car, an Affair and Some Kickass Football
- Diretto da: Nikki Lorre
- Scritto da: Steve Holland, Steven Molaro e Connor Kilpatrick (soggetto), Eric Kaplan, Nadiya Chettiar e Marie Cheng (sceneggiatura)

### Trama
Wilkins, dopo aver scoperto che la moglie lo tradisce, entra in crisi e George, per aiutarlo, prima lo ospita a casa sua e poi, su invito del preside Peterson, gli dà una mano per allenare la squadra in vista di un'importante partita; l'attuale allenatore però non si riprende e George lo sostituisce in tutto facendo vincere la squadra, riottenendo anche il suo vecchio lavoro. Nel frattempo Georgie si comporta sempre di più come un futuro padre e Mandy gli si riavvicina.
- Guest star: Rex Linn (preside Peterson), Doc Farrow (allenatore Wilkins), Bill Fagerbakke (agente Jake), Julia Pace Mitchell (Darlene Wilkins)

## Un osso più duro e un appunto sul fascicolo
- Titolo originale: A Tougher Nut and a Note on File
- Diretto da: Michael Judd
- Scritto da: Jeremy Howe, Yael Glouberman e Ben Slaughter (soggetto), Steve Holland, Steven Molaro e Nick Bakay (sceneggiatura)

### Trama
Georgie e Mandy vanno a cena al ristorante e incontrano i genitori di lei, che ancora non vogliono parlarle, soprattutto per la decisione della madre; il ragazzo li va a trovare al loro negozio di gomme per farli riappacificare con la figlia e, nonostante la rabbia della ragazza, ottiene che il padre vada a trovare i Cooper, visto che vorrebbe riallacciare i rapporti, nonostante l'inamovibilità della moglie. Nel frattempo Missy vende un fumetto che il fratello aveva prenotato al negozio e, nel cercarne un altro con cui fare a cambio col compratore, Sheldon teorizza un database per velocizzare questo tipo di ricerche, proponendo successivamente alla rettrice di applicarlo alle sovvenzioni per le ricerche universitarie.
- Guest star: Ed Begley Jr. (Dr. Linkletter), Wendie Malick (rettrice Hagemeyer), Will Sasso (Jim McAllister), Rachel Bay Jones (Audrey McAllister), Steve Burns (Nathan), Jason Rogel (Nigel)

## Legalese e un intero hoo-ha
- Titolo originale: Legalese and a Whole Hoo-Ha
- Diretto da: Alex Reid
- Scritto da: Steve Holland, Nick Bakay e Eric Kaplan (soggetto), Steven Molaro, Jeremy Howe e Connor Kilpatrick (sceneggiatura)

### Trama
La rettrice Hagemeyer, intuendo quanto l'idea di Sheldon del database delle borse di studio possa fruttare soldi, propone ai genitori del ragazzino di firmare un contratto che prevede che il 90% degli introiti vadano all'università e solo il 10 a lui e quando poi il professor Linkletter viene a sapere della cosa, anche lui vuole parte dei soldi dell'idea; trovatosi in mezzo fra tre fuochi, Sheldon decide di portare avanti il progetto da solo cercando investitori privati. Nel frattempo il pastore Jeff e la chiesa organizzano una protesta contro il negozio di videonoleggio di Connie perché, tra i film proposti, ne ha diversi che vanno contro i dettami della chiesa perché con scene di nudo.
- Guest star: Ed Begley Jr. (Dr. Linkletter), Wendie Malick (rettrice Hagemeyer)

## Studenti che lasciano il college e il miracolo di Medford
- Titolo originale: College Dropouts and the Medford Miracle
- Diretto da: Nikki Lorre
- Scritto da: Steven Molaro, Connor Kilpatrick e Marie Cheng (soggetto), Steve Holland, Nadiya Chettiar e Yael Glouberman (sceneggiatura)

### Trama
Sheldon, a causa della giovane età, non viene preso sul serio dagli investitori che incontra per finanziare il suo progetto, ma quando si fa aiutare dal professor Sturgis ottiene subito l'interesse e il finanziamento, a patto che lasci l'università e si occupi a tempo pieno dello sviluppo dell'idea. Nel frattempo Wilkins chiede aiuto al pastore Rob che prega insieme alla squadra della scuola prima delle partite e, visto che tutti credono che la cosa porti delle vittorie, George è costretto a sopportarlo. Intanto Missy organizza un appuntamento con un ragazzo a casa della nonna, ma il giovane si rivela più interessato a passare del tempo con Connie che con lei.
- Guest star: Wallace Shawn (Dr. Sturgis), Dan Byrd (Pastore Rob), Rex Linn (preside Peterson), Doc Farrow (vice allenatore Wilkins), Brian Stepanek (signor Givens), Sarah Baker (signora Hutchins), Dave Foley (Gary O'Brien), Andy Umberger (Mr. Anderson), Paul Schackman (Mr. Lockhart), Travis Burnett (Dean)

## I pancake della domenica e un flirt da manuale
- Titolo originale: Pancake Sunday and Textbook Flirting
- Diretto da: Jaffar Mahmood
- Scritto da: Steve Holland, Jeremy Howe e Eric Kaplan (soggetto), Steven Molaro, Eric Kaplan e Connor Kilpatrick (sceneggiatura)

### Trama
Una ragazza, con la scusa di noleggiare una videocassetta, flirta con Georgie sotto gli occhi di Mandy che, con sua grande sorpresa, non solo non si arrabbia, ma anzi lo invita ad uscirci, salvo poi pentirsene quando il ragazzo effettivamente segue il consiglio. Nel frattempo Mary, dopo essersi allontanata dalla chiesa, ha molto tempo libero e, respinta dal resto della famiglia che ha altro da fare, si unisce a Brenda e alle amiche divorziate, scoprendo da queste ultime che la sua vicina ha un ragazzo segreto forse sposato.
- Guest star: Craig T. Nelson (allenatore Dale Ballard), Melissa Peterman (Brenda Sparks), Lucy Loken (Amber), Stacie Greenwell (Helen), Zabeth Russell (Jill), Zane Moyer (Ryan)

## Spietato, sdentato e una settimana di riposo a letto
- Titolo originale: Ruthless, Toothless, and a Week of Bed Rest
- Diretto da: Alex Reid
- Scritto da: Steven Molaro, Eric Kaplan e Nadiya Chettiar (soggetto), Steve Holland, Jeremy Howe e Marie Cheng (sceneggiatura)

### Trama
Sheldon e il dottor Sturgis, con l'aiuto principalmente economico di Gary O'Brien proseguono il lavoro sul database delle borse di studio, ma scoprono che anche l'università, insieme al professor Linkletter, che ne rivendica la paternità, stanno proseguendo le ricerche e sono addirittura più avanti dei primi. Intanto il medico impone a Mandy il riposo forzato per via della pressione alta, così, mentre lei è a letto, George e Missy prendono il posto della ragazza e di Connie per aiutare Georgie. Nel frattempo Mary, che si è recata a casa della madre per aiutare sia lei che ha la schiena bloccata che Mandy, cerca di farla riappacificare con la madre, andando a trovarla nel negozio che gestisce.
- Guest star: Ed Begley Jr. (Dr. Linkletter), Wendie Malick (rettrice Hagemeyer), Dave Foley (Gary O'Brien), Rachel Bay Jones (Audrey McAllister), Matthew Thorson Benavides (Charlie), Hermie Castillo (Toby), Jim Meskimen (dottor Nicholson), Wallace Shawn (Dr. Sturgis)

## Un baby shower e una chiacchierata ad alto livello di testosterone
- Titolo originale: A Baby Shower and a Testosterone-Rich Banter
- Diretto da: Jeremy Howe
- Scritto da: Steve Holland, Steven Molaro e Connor Kilpatrick (soggetto), Eric Kaplan, Nadiya Chettiar e Yael Glouberman (sceneggiatura)

### Trama
Mary, Connie e Missy vogliono organizzare un baby shower e convincono Mandy ad invitare anche la madre, che porta il marito e il figlio per passare nel frattempo del tempo con George e Georgie, ma l'atteggiamento di Audrey, che ancora non accetta del tutto la gravidanza fa finire anticipatamente la festa.
- Guest star: Ed Begley Jr. (Dr. Linkletter), Melissa Peterman (Brenda Sparks), Will Sasso (Jim McAllister), Rachel Bay Jones (Audrey McAllister), Lucy Loken (Amber), Joe Apollonio (Connor McAllister)

## La festa della confraternita, un pigiama party e la madre di tutte le vesciche
- Titolo originale: A Frat Party, a Sleepover and the Mother of All Blisters
- Diretto da: Jason Alexander
- Scritto da: Chuck Lorre, Steve Holland e Nick Bakay (soggetto), Steven Molaro, Jeremy Howe e Connor Kilpatrick (sceneggiatura)

### Trama
Sheldon, non riuscendo a dormire per il rumore provenire dalla stanza vicina alla sua, va a lamentarsi e scopre che tra i partecipanti alla festa c'è Paige che gli racconta di non avere amici, di aver lasciato l'università e per questo di bere; così il ragazzo, per aiutarla, la segue ad una festa di una confraternita dove trova sua sorella, che ha mentito ai genitori su dove fosse, che dà una mano al fratello nell'accudire una ormai ubriaca Paige.
- Guest star: Craig T. Nelson (allenatore Dale Ballard), Mckenna Grace (Paige), Matthew Josten (Bobby)

## Una festa di lancio e un essere umano completo
- Titolo originale: A Launch Party and a Whole Human Being
- Diretto da: Alex Reid
- Scritto da: Steven Molaro, Connor Kilpatrick e Marie Cheng (soggetto), Steve Holland, Jeremy Howe e Nadiya Chettiar (sceneggiatura)

### Trama
È il grande giorno del lancio del database di Sheldon, ma a Mandy si rompono le acque e, non essendoci nessuno in casa, il ragazzino, con l'aiuto della vicina Brenda, porta la ragazza in ospedale, dove arrivano prima George, poi Mary che lo vede parlare in maniera troppo intima con la vicina, sospettando che sia il marito il famoso "uomo segreto" e successivamente il pastore Rob che era a pranzo con lei; nel mezzo di queste gelosie incrociate, arrivano anche i McAllister e infine, superando le sue paure, Georgie che assiste al parto della figlia, che lui e Mandy decidono di chiamare Constance in onore di Connie.
- Guest star: Melissa Peterman (Brenda Sparks), Dan Byrd (Pastore Rob), Will Sasso (Jim McAllister), Rachel Bay Jones (Audrey McAllister), Greg Pitts (Bruce), Sonya Leslie (Rhonda)

## Crisi adolescenziale e l'imbarazzo di un ragazzo geniale
- Titolo originale: Teen Angst and a Smart-Boy Walk of Shame
- Diretto da: Shiri Appleby
- Scritto da: Steve Holland, Nick Bakay e Connor Kilpatrick (soggetto), Steven Molaro, Nadiya Chettiar e Yael Glouberman (sceneggiatura)

### Trama
Mandy ha difficoltà nel far addormentare la bambina, ora soprannominata CeeCee, e tutti la aiutano, compresa Mary che, dopo la discussione col marito, si è trasferita da Connie; quando i due sono costretti a parlare perché la figlia ha risposto male all'insegnante, la donna decide di rimanere per più tempo dalla madre. Nel frattempo Sheldon è affranto per il suo primo fallimento nel lancio del database e cerca consolazioni che trova nella madre, ma quando Missy vede i due abbracciarsi, mentre lei si sente non considerata da nessuno, decide di prendere l'auto del padre e scappare di casa.
- Guest star: Ed Begley Jr. (Dr. Linkletter), Julia Pace Mitchell (Darlene Wilkins), Wallace Shawn (Dr. Sturgis)

## Un'auto rubata e darsi alla macchia
- Titolo originale: A Stolen Truck and Going on the Lam
- Diretto da: Ruby Stillwatere
- Scritto da: Steven Molaro, Eric Kaplan e Jeremy Howe (soggetto), Steve Holland, Connor Kilpatrick e Marie Cheng (sceneggiatura)

### Trama
Missy, dopo essere scappata di casa con la macchina del padre, chiama Paige che subito si offre di accompagnarla e le due insieme si dirigono verso la Florida. Nel frattempo i genitori, con ritardo, si accorgono della scomparsa della figlia solo perché Mary si accorge della mancanza dell'auto e comprendono quanto il loro atteggiamento abbia ferito la figlia.
- Guest star: Mckenna Grace (Paige), Andrea Anders (Linda), Karem Malina White (agente Larson), Rey Herrera (agente Rodriguez)

## Una canzone folk tedesca e un vero adulto
- Titolo originale: A German Folk Song and an Actual Adult
- Diretto da: Kabir Akhtar
- Scritto da: Steve Holland, Jeremy Howe e Nadiya Chettiar (soggetto), Steven Molaro, Eric Kaplan, Yael Glouberman (sceneggiatura)

### Trama
Essendo in punizione per la fuga da casa, Missy non può seguire la sua serie preferita, Beverly Hills 90210 e Sheldon si offre di seguirla al suo posto per cercare di capire le dinamiche emotive e finisce per appassionarsi suo malgrado. Nel frattempo Mary litiga con Brenda e perde il suo lavoro, ma in seguito le due riescono a raggiungere una tregua precaria. Intanto Georgie compie diciott'anni e viene invitato fuori da Amber, ma decide di rompere con lei per passare la serata con Mandy e CeeCee e, tornato a casa, le chiede di sposarlo.
- Guest star: Melissa Peterman (Brenda Sparks), Lucy Loken (Amber)

## Omini verdi e una proposta di matrimonio
- Titolo originale: Little Green Men and a Fella's Marriage Proposal
- Diretto da: Matthew A. Cherry
- Scritto da: Steve Holland, Jeremy Howe e Marie Cheng (soggetto), Steven Molaro, Eric Kaplan, Nadiya Chettiar (sceneggiatura)

### Trama
Mandy e Georgie, dopo che lei l'ha ferito rifiutando la proposta di matrimonio, litigano nello studio della pediatra, ma fanno pace dopo aver accidentalmente chiuso la figlia nell'auto. Intanto Missy è indecisa se andare alla festa di una ragazza popolare o al cinema con Billy Sparks, come gli ha promesso dopo che è stato bersaglio di uno scherzo della stessa ragazza. Nel frattempo Sheldon cerca invano un partner per un progetto di ricerca sulla vita aliena, visto che sia il professor Linkletter che il professor Sturgis come tutti gli altri studiosi dell'università lo ritengono un progetto ridicolo; trovato finalmente il professor Prakash per assecondarlo sul progetto, viene infine raggiunto da Linkletter e Sturgis perché, nel caso abbia ragione, diventerebbe lo scienziato più famoso della storia.
- Guest star: Ed Begley Jr. (Dr. Linkletter), Wendie Malick (rettrice Hagemeyer), Melissa Peterman (Brenda Sparks), Dhruv Uday Singh (professor Prakash), Brandee Steger (dottoressa Bell), Wallace Shawn (Dr. Sturgis)

## Una nuova ragazza del meteo e una viziatrice di professione
- Titolo originale: A New Weather Girl and a Stay-at-Home Coddler
- Diretto da: Alex Reid
- Scritto da: Steve Holland, Eric Kaplan e Yael Glouberman (soggetto), Steven Molaro, Jeremy Howe e Connor Kilpatrick (sceneggiatura)

### Trama
Mandy decide di fare un provino per diventare la nuova presentatrice locale delle previsioni del tempo, ma si lamenta del mancato sostegno di Georgie che, mentre è con la figlia alla sala giochi, dove si fa pagare dagli avventori convinti che la bambina porti fortuna, capisce dalla nonna come debba sostenerla, anche se il provino di Mandy va a monte a causa di un incidente con le perdite di latte. Intanto Sheldon si rende conto che più cresce meno l'essere un ragazzo prodigio sarà sufficiente per progredire nella carriera accademica; accusa quindi il professor Sturgis, il professor Linkletter e poi anche sua madre di non averlo preparato a dovere per questo; per sua fortuna, John Sturgis gli propone di prendere parte a un programma estivo in Germania, necessario ad arricchire il curriculum per riuscire ad entrare alla Caltech per il dottorato. 
- Guest star: Ed Begley Jr. (Dr. Linkletter), Wendie Malick (rettrice Hagemeyer), Taylor Spreitler (Sam), Grady Lee Richmond (Wade), Jan Hoag (Gwen), Asante Jones (Chip), Gregg Binkley (Eric), Wallace Shawn (Dr. Sturgis)

## Tedesco per principianti e un vecchio pazzo con una mazza
- Titolo originale: German for Beginners and a Crazy Old Man with a Bat
- Diretto da: Nikki Lore
- Scritto da: Steven Molaro, Jeremy Howe e Connor Kilpatrick (soggetto), Steve Holland, Nadiya Chettiar e Marie Cheng (sceneggiatura)

### Trama
Dopo che la sala giochi viene derubata degli incassi, Connie decide di portare i soldi a casa che, la sera, viene sorvegliata da Dale e Georgie che s'improvvisano vigilanti e si sentono orgogliosi quando credono di aver spaventato due ladri, ma che in realtà si rivelano essere Missy e Tanya, la ribelle nipote del pastore Jeff in visita per l'estate, uscite di nascosto per bere e fumare. Nel frattempo Sheldon deve rinunciare al programma in Germania dopo aver scoperto che l'università non ne coprirà i costi e che i suoi non possono permetterselo, ma inaspettatamente riceve la somma necessaria grazie alle donazioni del Dr. Linkletter e degli altri professori dell'università e anche dalla colletta fatta in parrocchia dal pastore, tutte persone molto felici all'idea di passare un'intera estate senza il ragazzino.
- Guest star: Craig T. Nelson (allenatore Dale Ballard), Ed Begley Jr. (Dr. Linkletter), Bill Fagerbakke (agente Jake), Jeff Pride (agente Bob), Grady Lee Richmond (Wade), Sofia Rosinsky (Tanya), Patrick Cox (Marty), Wallace Shawn (Dr. Sturgis)

## Una fuga romantica e una dieta tedesca a base di carne
- Titolo originale: A Romantic Getaway and a Germanic Meat-Based Diet
- Diretto da: Michael Judd
- Scritto da: Steve Holland, Jeremy Howe e Connor Kilpatrick (soggetto), Steven Molaro, Eric Kaplan e Yael Glouberman (sceneggiatura)

### Trama
Mandy invita Georgie a passare un weekend di coppia in una SPA e sulla via del ritorno, malgrado la vacanza non sia stata un completo successo, è la ragazza a fare la proposta di matrimonio, cosa che viene accettata felicemente. Nel frattempo Sheldon vede la sorella rientrare di nascosto dopo aver passato la notte fuori con Tanya; lei cerca di comprare il suo silenzio dicendogli che se parla nessuno dei due genitori lo potrà accompagnare più in Germania e lui dovrà restare a Medford, ma alla fine il ragazzo confessa comunque tutto, con grande rabbia di Missy, che gli dice di odiarlo, anche se lui cerca di spiegarle che è davvero preoccupato per lei. 
- Guest star: Craig T. Nelson (allenatore Dale Ballard), Sofia Rosinsky (Tanya), Terryn Westbrook (Jackie), Pilar Holland (Gloria), Jessie B. Evans (Ben)

## Un tornado, un volo di dieci ore e un maledettamente incantevole anello
- Titolo originale: A Tornado, a 10-Hour Flight and a Darn Fine Ring
- Diretto da: Alex Reid
- Scritto da: Steven Molaro, Nadiya Chettiar, Jeremy Howe e Connor Kilpatrick (soggetto), Steve Holland, Connor Kilpatrick e Ben Slaughter (sceneggiatura)

### Trama
Sheldon parte per la Germania accompagnato da sua madre, preoccupata che il ragazzo possa agitarsi durante il volo, ma la presenza di un famoso scienziato, con cui parla tranquillamente per tutto il tempo, risolve ogni problema. Nel frattempo Medford viene colpita da un tornado, che sorprende George e Missy in ritorno dall'aeroporto e la paura fa pentire Missy del suo comportamento. Non succede però lo stesso fra Mandy e sua madre, alla quale la ragazza era andata a comunicare delle nozze. Alla fine tutti si salvano, anche se per farlo Connie è costretta a svelare la sala da gioco al pastore Jeff, che non la denuncia visto che la casa della donna viene distrutta.
- Guest star: Craig T. Nelson (allenatore Dale Ballard), Will Sasso (Jim McAllister), Rachel Bay Jones (Audrey McAllister), Oliver Muirhead (Dr. Van Doornewaard), Sonal Shah (Sue)